# 費塔朵·威廉
費塔朵·威廉（William de Asevedo Furtado，1995年4月3日—）是巴西的職業足球運動員，司職邊後衛。2016年巴西里約奧運，威廉為巴西奧運足球代表隊贏得奧運足球金牌。